# Nicolas Chorier
Nicolas Chorier (Vienne (Isère), 1 de septiembre de 1612 - Grenoble, 14 de agosto de 1692) fue un abogado, escritor e historiador francés. 

## Biografía
Dos años después de terminar sus estudios de derecho civil en la Universidad de Valencia de Francia, donde Chorier consiguió su diploma en 1640, se casó en Lyon, instalándose como abogado en Vienne de 1643 a 1659.
A finales de 1659 se traslada a Grenoble, donde ejerce como abogado y posteriormente compra un cargo de procurador del rey (abogado del estado). Llevó una vida recluida, dedicándose a estudiar derecho e historia, lo que no impidió que fuera acusado de malversación, aunque finalmente fue declarado inocente en 1675.
Murió en 1692, «tras una serie de problemas, no todos independientes de sus obras».

### Actividad literaria
Es conocido sobre todo por sus obras históricas sobre el Delfinado, siendo la primera obra sobre la historia del Delfinado que ha sido publicada, así como por siete diálogos sáficos y eróticos titulados L'Académie des dames, ou les Sept entretiens galants d'Alosia («La academia de las damas o los sitete diálogos galantes de Alosia»).

### L'Académie des dames

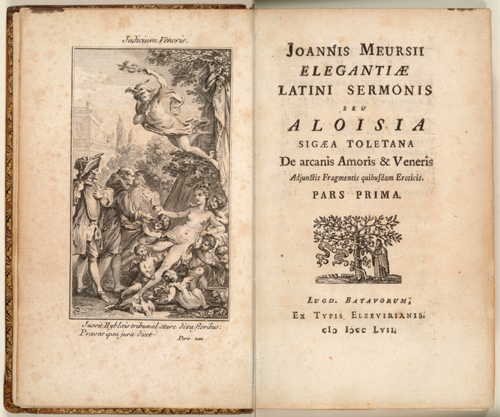
L'Académie des dames.
Edición latina aparecida en Leiden, en 1757.

El libro apareció inicialmente en forma de manuscrito en latín, con el título de Aloisiæ Sigeæ, Toletanæ, Satyra sotadica de arcanis amoris et Veneris, Aloisia hispanice scripsit, latinitate donavit Joannes Meursius V. C.. 
El original había sido supuestamente escrito en español por Aloysia o Luisa Sigea, poetisa erudita y dama de honor en la corte de Lisboa, y posteriormente traducida al latín por un tal Jean o Joannes Meursius, humanista holandés. Su atribución a Sigea era una superchería y el personaje de Meursius no era más que una invención. Esta Satire sotadique sur les arcanes de l'Amour et de Vénus («Sátira sotádica sobre las arcanas del amor y de Venus») circuló a principios del siglo XVIII por los ambientes libertinos y hubo varias ediciones en latín bajo diferentes títulos. Fue traducido en diversas ocasiones al francés, especialmente por Jean Terrasson en 1750, y numerosas veces al inglés.
L'Académie des dames se presenta como una serie de diálogos entre Tullia, una dama italiana de veintiséis años, esposa de Callias, que se encarga de la iniciación sexual de su joven prima, Ottavia, a la que declara:

Ta mère m'a demandé de te découvrir les secrets les plus mystérieux du lit nuptial et de t'apprendre ce que tu dois être avec ton mari, ce que ton mari sera aussi, touchant ces petites choses pour lesquelles s'enflamment si fort les hommes. Cette nuit, pour que je puisse t'endoctriner sur tout d'une langue plus libre, nous coucherons ensemble dans mon lit, dont je voudrais pouvoir dire qu'il aura été la plus douce lice de Vénus.
Tu madre me ha pedido que te descubra los secretos más misteriosos del lecho nupcial y que te enseñe lo que deberás ser con tu marido, lo que tu marido también será, tocando esas pequeñas cosas por las que se encienden tanto los hombres. Esta noche, para que pueda adoctrinarte sobre todo con una lengua más libre, nos acostaremos juntas en mi cama, de la que me gustaría decir que será la palestra más dulce de Venus.

La iniciación se hará en forma de siete diálogos entre las dos primas.
1. «L'Escarmouche» («La Escaramuza») o preparación para el matrimonio.
2. «Tribadicon» («El amor como en Lesbos») que inicia en los placeres sáficos.
3. «Anatomie» («Anatomía») con la que descubre las palabras, instrumentos y la mecánica del amor.
4. «Le duel» («El combate nupcial») que narra los placeres del coito.
5. «Voluptés» («voluptuosidades») con la comparación del matrimonio y el tribadismo.
6. «Façons et figures» («Figuras y maneras»)[6] o el descubrimiento del amor en grupo.
7. «Fescinini ou historiettes» («Historia de lascivia») compuesto de anécdotas e historias sobre el arte de amar.

La elegancia del estilo de esta obra impresionó a Guillaume Apollinaire, que afirmó que se trataba de «una filosofía sexual muy clarividente y muy práctica, esmaltada de máximas de una moral sabia.» André Berry, su biógrafo y prologuista, consideró que Nicolas Chorier es superior a l'Arétin.

C'est, en effet, cette philosophie, cette morale alors si audacieuses qui assurent à Chorier sur l'Arétin même dont il s'inspire jusqu'à être le pendant français, une supériorité indéniable.
Es, en efecto, esta filosofía, esta moral tan audaz que asegura a Chorier incluso sobre l'Arétin en el que se inspira hasta ser el equivalente francés, una superioridad innegable.

Éste premiado con el Grand prix de Poésie de l'Académie française explica que esta obra contiene «las páginas voluptuosas más elegantes que hayan sido escritas jamás, al lado de las páginas más agradables que jamás hayan hecho ver en pintura la lujuria cómica.»

## Obra
Obra histórica
- Les recherches du sieur Chorier sur les antiquitez de la ville de Vienne, métropole des Allobroges (1658)
- Histoire généalogique de la maison de Sassenage, branche des anciens comtes de Lion et de Forests (1669)
- Histoire générale de Dauphiné en dos tomos (1661) y (1672). Reedición : 1971.
- L’Estat politique de la province de Dauphiné, supplément à l’Estat politique du pays de Dauphiné (1671-72)
- Histoire de Dauphiné, abrégée pour monseigneur le Dauphin (1674)
- Le Nobiliaire de la province de Dauphiné (1697). Es Estat politique de la province de Dauphiné con un nuevo título.
- Vie d'Artus Prunier de Saint-André, conseiller du Roy en ses conseils d'Estat et privé, premier président aux parlements de Provence et de Dauphiné (1548-1616), d'après un manuscrit inédit de Nicolas Chorier, publié avec introduction, notes, appendices et la correspondance inédite de Saint-André, par Alfred Vellot (1880)

Memorias
- Nicolai Chorerii Viennensis J. C. Adversariorum de vita et rebus suis libri III (1847)
- Mémoires de Nicolas Chorier sur sa vie et ses affaires, traducido de tres de sus libros en latín, insertados en el cuarto volumen de «Bulletin de la Société de statistique du département de l'Isère», por Félix Crozet (1868)

Ediciones modernas de l'Académie des dames
- Dialogues de Louisa Sigea ou Satire sotadique de Nicolas Chorier, prétendue écrite en espagnol par Louisa Sigea et traduite en latin par Jean Meursius, édition mixte franco-latine [por Alcide Bonneau], 4 vol. París, Isidore Liseux, 1881.
- Les Dialogues de Louisa Sigea sur les arcanes de l'amour et de Vénus, ou Satire sotadique de Nicolas Chorier, prétendue écrite en espagnol par Luisa Sigea et traduite en latin par Jean Meursius. Texte latin revu sur les premières éditions et traduction littérale, la seule complète, par le traducteur des Dialogues de Pietro Aretino [Alcide Bonneau], 4 vol. París, Isidore Liseux, 1882 (Musée secret du Bibliophile, n° 1).
- Nicolas Chorier, Satyre sotadique de Luisa Sigea sur les arcanes de l’amour et de Vénus en sept dialogues. L’Escarmouche – Tribadicon – Anatomie – Le Duel - Voluptés – Amours – Fescennins, introducción de B. de Villeneuve, Imp. Orléanaise. Bibliothèque des Curieux, París, s.d.
- Des secrets de l'amour et de Vénus, satire sotadique de Luisa Sigea, de Tolède, par Nicolas Chorier, prefacio de André Berry, Éditions l'Or du Temps, 1959.
- L'Académie des dames ou la Philosophie dans le boudoir du Grand Siècle, diálogos eróticos presentados por Jean-Pierre Dubost, Éditions Philippe Picquier, Arlés, 1999.

Ediciones en español
- La academia de las damas, llamada «Sátira sotádica de Luisa Sigea sobre los arcanos del amor y de Venus», Compuesta en seis coloquios, que son : «La Escaramuza», «El amor como en Lesbos», «Anatomía», «El combate nupcial», «Historia de lascivia», «Figuras y maneras», trad. de Joaquín López Barbadillo, Ed. Biblioteca de López Barbadillo, Madrid, 1917 (reeditado en facsímil en 1978 por Akal)
- Sátira de Luisa Sigea, traducción del francés de Ricardo Pochtar, Ed. Bruguera, Barcelona, 1977.